# Сопровский, Александр Александрович
Алекса́ндр Алекса́ндрович Сопро́вский (фамилия при рождении Магергут; 21 октября 1953, Москва — 23 декабря 1990, там же) — русский поэт, эссеист, переводчик.

## Биография
Родился в семье шахматистов А. З. Магергута и К. Г. Сопровской, фамилию которой взял в качестве псевдонима. В своей автобиографии отмечал, что с самого раннего детства страстно любил читать.
Стихи начал писать в августе 1969 года, до этого «стихов, за исключением Пушкина, долгое время не любил и не понимал, зачем они пишутся».
в 1970-е—80-е годы учился с перерывами на историческом и филологическом факультетах МГУ. В те же годы работал бойлерщиком, сторожем, рабочим в экспедициях, занимался стихотворным переводом, давал домашние уроки русского языка и литературы.
На рубеже 1974 и 1975 вместе с Сергеем Гандлевским, Бахытом Кенжеевым, Татьяной Полетаевой, Алексеем Цветковым создал группу «Московское время». Название группы было придумано Сопровским. Участвовал в составлении самиздатовской антологии.
Первая публикация — в 1977 году в сборнике поэтов МГУ «Ленинские горы». Из-за последовавших публикаций стихов и статей в «Континенте» и других западных изданиях был в 1982 отчислен с последнего курса университета. Со второй половины 1980-х статьи и стихи начали публиковаться в СССР.
В 1983 году ему были предъявлены сразу два прокурорских предостережения: за антисоветскую агитацию и за тунеядство.
Александр Сопровский погиб под колёсами автомобиля 23 декабря 1990 года. Похоронен на Преображенском кладбище.
Первая книжка стихов «Начало прощания» вышла в 1991 в серии «Библиотека „Огонёк“».